# Großer Preis der USA (Motorrad)

Laguna Seca Raceway

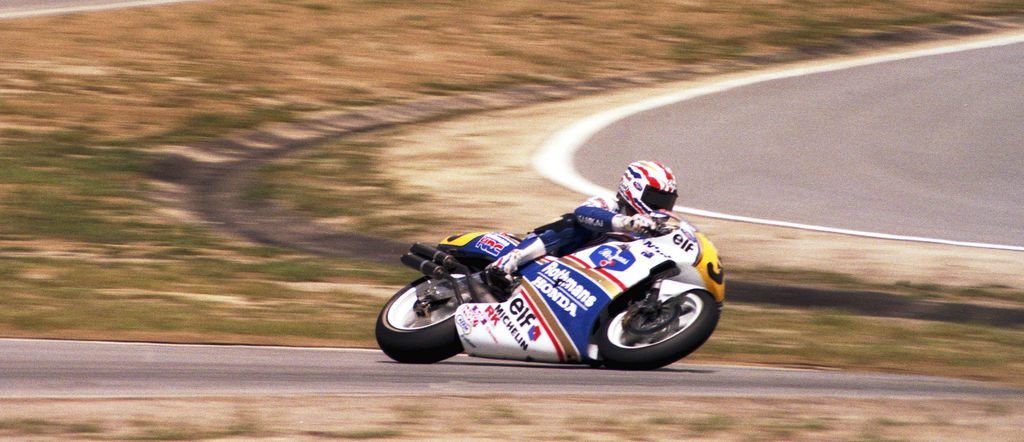
Großer Preis der USA 1990: Mick Doohan auf Honda

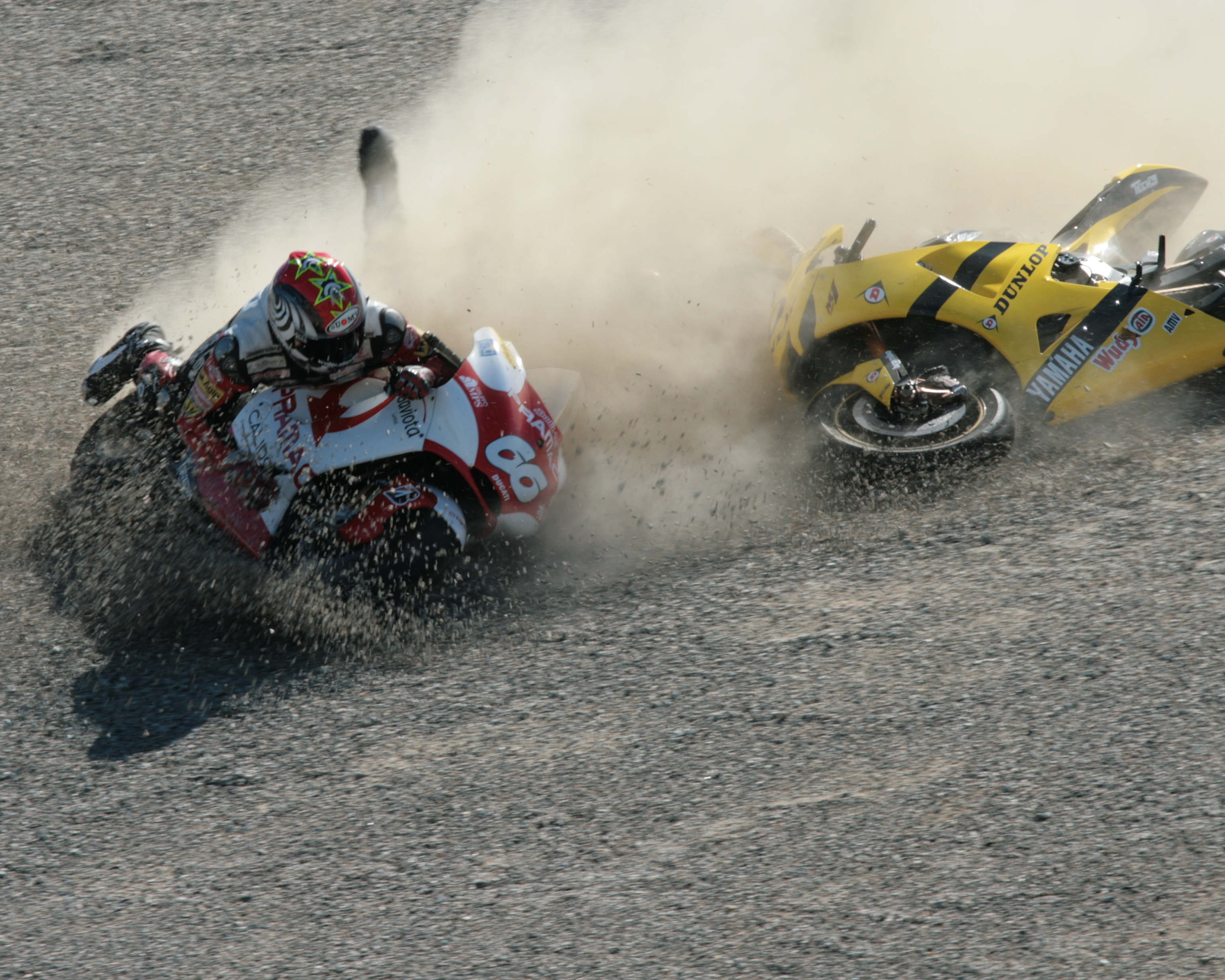
2007: schwerer Trainingsunfall zwischen Alex Hofmann (l.) und Sylvain Guintoli (r.)

Der Große Preis der USA für Motorräder war ein Motorrad-Rennen, das von 1961 bis 2013 ausgetragen wurde und 1964 erstmals zur Motorrad-Weltmeisterschaft zählte. Er fand auf dem Laguna Seca Raceway nahe Monterey statt.

## Geschichte
Er wurde anfänglich, zwischen 1961 und 1965, auf dem Daytona International Speedway ausgetragen. 1964 und 1965 hatte das Rennen erstmals WM-Status.
Zwischen 1988 und 1991 sowie 1993 und 1994 fand das Rennen für mehrere Hubraumklassen auf dem Laguna Seca Raceway statt.
Von 2005 bis 2013 gastierte die Motorrad-WM wieder in den USA, es wurde allerdings nur ein Rennen in der MotoGP-Klasse ausgetragen, da der Grand Prix im Rahmenprogramm der AMA Superbike Championship stattgefunden hat.

## Statistik

### Von 1961 bis 1963 (nicht im Rahmen der Motorrad-WM)
| Auflage | Jahr | Strecke | Klasse  | Sieger                      |
| ------- | ---- | ------- | ------- | --------------------------- |
| 1       | 1961 | Daytona | 250 cm³ | Moto Kitano (Honda)         |
| 1       | 1961 | Daytona | 500 cm³ | Tony Godfrey (Matchless)    |
|         |      |         |         |                             |
| 2       | 1962 | Daytona | 50 cm³  | Kunimitsu Takahashi (Honda) |
| 2       | 1962 | Daytona | 125 cm³ | Kunimitsu Takahashi (Honda) |
| 2       | 1962 | Daytona | 250 cm³ | Jess Thomas (Motobi)        |
| 2       | 1962 | Daytona | 500 cm³ | Kunimitsu Takahashi (Honda) |
|         |      |         |         |                             |
| 3       | 1963 | Daytona | 50 cm³  | Mitsuo Itō (Suzuki)         |
| 3       | 1963 | Daytona | 125 cm³ | Ernst Degner (Suzuki)       |
| 3       | 1963 | Daytona | 250 cm³ | Fumio Ito (Yamaha)          |
| 3       | 1963 | Daytona | 500 cm³ | Don Vesco (Yamaha)          |

### Von 1964 bis 1965
| Auflage | Jahr | Strecke | Klasse  | Sieger                    | Zweiter                 | Dritter                    | Schn. Rennrunde           |
| ------- | ---- | ------- | ------- | ------------------------- | ----------------------- | -------------------------- | ------------------------- |
| 4       | 1964 | Daytona | 50 cm³  | Hugh Anderson (Suzuki)    | Ralph Bryans (Honda)    | H. G. Anscheidt (Kreidler) | Hugh Anderson (Suzuki)    |
| 4       | 1964 | Daytona | 125 cm³ | Hugh Anderson (Suzuki)    | Mitsuo Itō (Suzuki)     | Bert Schneider (Suzuki)    | Hugh Anderson (Suzuki)    |
| 4       | 1964 | Daytona | 250 cm³ | Alan Shepherd (MZ)        | Ron Grant (Parilla)     | Bob Gehring (Bultaco)      | Alan Shepherd (MZ)        |
| 4       | 1964 | Daytona | 500 cm³ | Mike Hailwood (MV Agusta) | Phil Read (Matchless)   | John Hartle (Norton)       | Mike Hailwood (MV Agusta) |
|         |      |         |         |                           |                         |                            |                           |
| 5       | 1965 | Daytona | 50 cm³  | Ernst Degner (Suzuki)     | Hugh Anderson (Suzuki)  | Michio Ichino (Suzuki)     | Ernst Degner (Suzuki)     |
| 5       | 1965 | Daytona | 125 cm³ | Hugh Anderson (Suzuki)    | Ernst Degner (Suzuki)   | Frank Perris (Suzuki)      | Hugh Anderson (Suzuki)    |
| 5       | 1965 | Daytona | 250 cm³ | Phil Read (Yamaha)        | Mike Duff (Yamaha)      | Silvio Grassetti (Morini)  | Phil Read (Yamaha)        |
| 5       | 1965 | Daytona | 500 cm³ | Mike Hailwood (MV Agusta) | Buddy Parriott (Norton) | Ray Beaumont (Norton)      | Mike Hailwood (MV Agusta) |

### Von 1988 bis 1994
| Auflage | Jahr | Strecke     | Klasse   | Sieger                          | Zweiter                         | Dritter                        | Pole-Position                   | Schn. Rennrunde                   |
| ------- | ---- | ----------- | -------- | ------------------------------- | ------------------------------- | ------------------------------ | ------------------------------- | --------------------------------- |
| 6       | 1988 | Laguna Seca | 250 cm³  | Jim Filice (Honda)              | Sito Pons (Honda)               | Dominique Sarron (Honda)       | John Kocinski (Yamaha)          | Bruno Casanova (Aprilia)          |
| 6       | 1988 | Laguna Seca | 500 cm³  | Eddie Lawson (Yamaha)           | Wayne Gardner (Honda)           | Niall Mackenzie (Honda)        | Wayne Rainey (Yamaha)           | Eddie Lawson (Yamaha)             |
|         |      |             |          |                                 |                                 |                                |                                 |                                   |
| 7       | 1989 | Laguna Seca | 250 cm³  | John Kocinski (Yamaha)          | Jim Filice (Honda)              | Luca Cadalora (Yamaha)         | John Kocinski (Yamaha)          | John Kocinski (Yamaha)            |
| 7       | 1989 | Laguna Seca | 500 cm³  | Wayne Rainey (Yamaha)           | Kevin Schwantz (Suzuki)         | Eddie Lawson (Honda)           | Wayne Rainey (Yamaha)           | Wayne Gardner (Honda)             |
| 7       | 1989 | Laguna Seca | Gespanne | Webster / Hewitt (LCR-Krauser)  | Michel / Fresc (LCR-Krauser)    | Egloff / Egloff (SMS-Yamaha)   | Egloff / Egloff (SMS-Yamaha)    | Biland / Waltisperg (LCR-Krauser) |
|         |      |             |          |                                 |                                 |                                |                                 |                                   |
| 8       | 1990 | Laguna Seca | 250 cm³  | John Kocinski (Yamaha)          | Luca Cadalora (Yamaha)          | Wilco Zeelenberg (Honda)       | Luca Cadalora (Yamaha)          | John Kocinski (Yamaha)            |
| 8       | 1990 | Laguna Seca | 500 cm³  | Wayne Rainey (Yamaha)           | Mick Doohan (Honda)             | Pierfrancesco Chili (Honda)    | Wayne Gardner (Honda)           | Kevin Schwantz (Suzuki)           |
| 8       | 1990 | Laguna Seca | Gespanne | Michel / Birchall (LCR-Krauser) | Webster / Simmons (LCR-Krauser) | Abbott / Smith (Windle-Yamaha) | Michel / Birchall (LCR-Krauser) | Biland / Waltisperg (LCR-Krauser) |
|         |      |             |          |                                 |                                 |                                |                                 |                                   |
| 9       | 1991 | Laguna Seca | 250 cm³  | Luca Cadalora (Honda)           | Wilco Zeelenberg (Honda)        | Loris Reggiani (Aprilia)       | Luca Cadalora (Honda)           | Luca Cadalora (Honda)             |
| 9       | 1991 | Laguna Seca | 500 cm³  | Wayne Rainey (Yamaha)           | Mick Doohan (Honda)             | Kevin Schwantz (Suzuki)        | Wayne Rainey (Yamaha)           | Wayne Rainey (Yamaha)             |
| 9       | 1991 | Laguna Seca | Gespanne | Webster / Simmons (LCR-Krauser) | Michel / Birchall (LCR-Krauser) | Dixon / Dixon (LCR-Krauser)    | Michel / Birchall (LCR-Krauser) | Michel / Birchall (LCR-Krauser)   |
|         |      |             |          |                                 |                                 |                                |                                 |                                   |
| 10      | 1993 | Laguna Seca | 125 cm³  | Dirk Raudies (Honda)            | Kazuto Sakata (Honda)           | Ralf Waldmann (Aprilia)        | Kazuto Sakata (Honda)           | Kazuto Sakata (Honda)             |
| 10      | 1993 | Laguna Seca | 250 cm³  | Loris Capirossi (Honda)         | Doriano Romboni (Honda)         | Loris Reggiani (Aprilia)       | Loris Capirossi (Honda)         | Loris Capirossi (Honda)           |
| 10      | 1993 | Laguna Seca | 500 cm³  | John Kocinski (Cagiva)          | Alex Barros (Suzuki)            | Luca Cadalora (Yamaha)         | Mick Doohan (Honda)             | Kevin Schwantz (Suzuki)           |
|         |      |             |          |                                 |                                 |                                |                                 |                                   |
| 11      | 1994 | Laguna Seca | 125 cm³  | Takeshi Tsujimura (Honda)       | Stefano Perugini (Aprilia)      | Peter Öttl (Aprilia)           | Kazuto Sakata (Aprilia)         | Stefano Perugini (Aprilia)        |
| 11      | 1994 | Laguna Seca | 250 cm³  | Doriano Romboni (Honda)         | Max Biaggi (Aprilia)            | Tetsuya Harada (Yamaha)        | Doriano Romboni (Honda)         | Max Biaggi (Aprilia)              |
| 11      | 1994 | Laguna Seca | 500 cm³  | Luca Cadalora (Yamaha)          | John Kocinski (Cagiva)          | Mick Doohan (Honda)            | Mick Doohan (Honda)             | John Kocinski (Cagiva)            |

### Von 2005 bis 2013
| Auflage | Jahr | Strecke     | Klasse | Sieger                   | Zweiter                  | Dritter                  | Pole-Position            | Schn. Rennrunde        |
| ------- | ---- | ----------- | ------ | ------------------------ | ------------------------ | ------------------------ | ------------------------ | ---------------------- |
| 12      | 2005 | Laguna Seca | MotoGP | Nicky Hayden (Honda)     | Colin Edwards (Yamaha)   | Valentino Rossi (Yamaha) | Nicky Hayden (Honda)     | Colin Edwards (Yamaha) |
|         |      |             |        |                          |                          |                          |                          |                        |
| 13      | 2006 | Laguna Seca | MotoGP | Nicky Hayden (Honda)     | Dani Pedrosa (Honda)     | Marco Melandri (Honda)   | Chris Vermeulen (Suzuki) | Dani Pedrosa (Honda)   |
|         |      |             |        |                          |                          |                          |                          |                        |
| 14      | 2007 | Laguna Seca | MotoGP | Casey Stoner (Ducati)    | Chris Vermeulen (Suzuki) | Marco Melandri (Honda)   | Casey Stoner (Ducati)    | Casey Stoner (Ducati)  |
|         |      |             |        |                          |                          |                          |                          |                        |
| 15      | 2008 | Laguna Seca | MotoGP | Valentino Rossi (Yamaha) | Casey Stoner (Ducati)    | Chris Vermeulen (Suzuki) | Casey Stoner (Ducati)    | Casey Stoner (Ducati)  |
|         |      |             |        |                          |                          |                          |                          |                        |
| 16      | 2009 | Laguna Seca | MotoGP | Dani Pedrosa (Honda)     | Valentino Rossi (Yamaha) | Jorge Lorenzo (Yamaha)   | Jorge Lorenzo (Yamaha)   | Dani Pedrosa (Honda)   |
|         |      |             |        |                          |                          |                          |                          |                        |
| 17      | 2010 | Laguna Seca | MotoGP | Jorge Lorenzo (Yamaha)   | Casey Stoner (Ducati)    | Valentino Rossi (Yamaha) | Jorge Lorenzo (Yamaha)   | Casey Stoner (Ducati)  |
|         |      |             |        |                          |                          |                          |                          |                        |
| 18      | 2011 | Laguna Seca | MotoGP | Casey Stoner (Honda)     | Jorge Lorenzo (Yamaha)   | Dani Pedrosa (Honda)     | Jorge Lorenzo (Yamaha)   | Casey Stoner (Honda)   |
|         |      |             |        |                          |                          |                          |                          |                        |
| 19      | 2012 | Laguna Seca | MotoGP | Casey Stoner (Honda)     | Dani Pedrosa (Honda)     | Jorge Lorenzo (Yamaha)   | Jorge Lorenzo (Yamaha)   | Dani Pedrosa (Honda)   |
|         |      |             |        |                          |                          |                          |                          |                        |
| 20      | 2013 | Laguna Seca | MotoGP | Marc Márquez (Honda)     | Stefan Bradl (Honda)     | Valentino Rossi (Yamaha) | Stefan Bradl (Honda)     | Marc Márquez (Honda)   |